# Sisyrnodytes engeddensis
Sisyrnodytes engeddensis är en tvåvingeart som beskrevs av Oskar Theodor 1980. Sisyrnodytes engeddensis ingår i släktet Sisyrnodytes och familjen rovflugor.
Artens utbredningsområde är Israel. Inga underarter finns listade i Catalogue of Life.